# Первомайське (Курманський район)
Первома́йське (до 1944 року — Джурчи́; крим. Curçı) — селище в Україні, в Курманському районі Автономної Республіки Крим. Колишній районий центр Первомайського району. Розташоване в степовій частині Криму.
До Другої світової війни Джурчи було одним із декількох сіл степового Криму, у якому мешкали естонці.
У 2023 році у проєкті Постанови Верховної Ради України «Про перейменування деяких населених пунктів Автономної Республіки Крим» селище запропоновано перейменувати на Джурчи.

## Історичні відомості
На околиці села Первомайського знайдені кремінні знаряддя праці доби міді та бронзи. Перша письмова згадка про село Джурчі є в «Описі міста Перекопа та його повіту» 1798 року. Проживало в ньому 62 чоловіка, а на початку XIX ст. тут уже налічувалося 152 мешканці. Основним заняттям населення було скотарство та землеробство. Жителі Джурчі, як державні селяни, виконували різні повинності — на користь казни, на утримання канцелярії дворянських предводителів, земської поліції та інші.
Після Кримської війни 1853–1856 рр. через політику російськох адміністрації та утиски місцевого населення село Джурчі обезлюдніло і занепало. На початку 60-х років XIX ст. сюди переселилося більш як 30 сімей естонських селян з Ярвамаського повіту, які прагнули позбутися жорстокої експлуатації прибалтійських поміщиків. Кінцевим пунктом їх довгої, виснажливої дороги стало село Джурчі. Їм виділили казенні землі. Важко було обживатися на новому, незвичному місці.

## Населення

### Мова
Розподіл населення за рідною мовою за даними перепису 2001 року:
| Мова              | Кількість | Відсоток |
| ----------------- | --------- | -------- |
| російська         | 2337      | 66.58%   |
| кримськотатарська | 898       | 25.58%   |
| українська        | 259       | 7.38%    |
| білоруська        | 4         | 0.11%    |
| румунська         | 1         | 0.03%    |
| інші/не вказали   | 11        | 0.32%    |
| Усього            | 3510      | 100%     |

## Додаткова література
- стаття Первомайське — Інформаційно-пізнавальний портал | Кримська область у складі УРСР (На основі матеріалів енциклопедичного видання про історію міст та сіл України, том — Історія міст і сіл Української РСР. Кримська область. — К.: Головна редакція УРЕ АН УРСР, 1970. — 992 с.)